# 錫姆
54°59′N 57°41′E / 54.983°N 57.683°E
錫姆（俄语：Сим）是俄羅斯車里雅賓斯克州西部的一個城市，位於錫姆河畔，距車里雅賓斯克以西340公里。2002年人口16,377人。
1637年為鐵工廠而建立。1942年11月13日設市並改現名。苏联原子弹之父伊格尔·瓦西里耶维奇·库尔恰托夫生于此地。